# Доуи, Мэни Мюриэл
Мэни Мюриэл Доуи (англ. Ménie Muriel Dowie, в замужестве Норман, Norman, Фицдже́ральд, FitzGerald, 15 июля 1867, Ливерпуль, Великобритания — 25 марта 1945, Тусон, Аризона, США) — британская писательница шотландского происхождения, путешественница.

## Биография
Дочь купца, внучка шотландского писателя Роберта Чемберса. Получила образование в Ливерпуле, Штутгарте и Франции. Кроме родного, владела немецким и французским языками. В молодые годы много путешествовала. В частности, летом 1890 года без спутников совершила конный переход через Гуцульщину и Покутье, прошла по Черногоре. Путешественница побывала в Коломые, Делятине, Косове, Жабьем (Верховина), проехала через Львов. Впечатления от этой поездки путешественница описала в своём литературном дебюте, книге «Девушка в Карпатах» (англ. A Girl in the Karpathians), опубликованной в 1891 году в издательстве G. Philip & Son. Книга была проиллюстрирована рисунками, выполненными сестрой автора на основе путевых эскизов Доуи. После возвращения в Западную Европу писательница прочитала серию лекций-рассказов о своих странствиях по Карпатам.
«Девушка в Карпатах» выдержала несколько изданий, три из них — ещё в первом году издания (1891).
В 1891 году Доуи вступила в брак с журналистом и писателем-путешественником Генри Норманом. Доуи и Норман много путешествовали и занимались литературной деятельностью, в 1897 году у них родился сын Генри Найджел. В 1903 году после скандала, в котором Норман обвинил Доуи в супружеской измене с альпинистом Эдвардом Фитцджеральдом, супруги развелись. 13 августа 1903 года Доуи вышла замуж за Фитцджеральда. Этот брак был бездетным. Доуи перестала заниматься литературным творчеством, но продолжала много путешествовать. После приобретения фермы в Англии Доуи занялась разведением крупного рогатого скота и экспортом его в Момбасу, Кения. Доуи и Фитцджеральд развелись в 1928 году. В 1941 году она иммигрировала в США.

## Книги
- «Девушка в Карпатах» (A Girl in the Karpathians), 1891.
- «Галлия» (Gallia), 1895.
- «Изгиб ветви» (The Crook of the Bough), 1898.
- «Любовь и его маска» (Love and His Mask), 1901.